# Racrange
Racrange település Franciaországban, Moselle megyében. Lakosainak száma 620 fő (2022. január 1.). Racrange Bermering, Conthil, Morhange, Rodalbe és Vallerange községekkel határos.

## Népesség
A település népességének változása:
| Lakosok száma | 528  | 543  | 570  | 689  | 614  | 606  | 605  | 624  | 621  | 620  |
|               | 1968 | 1982 | 1990 | 2006 | 2013 | 2015 | 2017 | 2019 | 2020 | 2022 |